# Тшебешовиці
Тшебешовиці (пол. Trzebieszowice, нім. Kunzendorf) — село в Польщі, у гміні Льондек-Здруй Клодзького повіту Нижньосілезького воєводства.
Населення — 1139 осіб (2011).
У 1975-1998 роках село належало до Валбжиського воєводства.

## Демографія
Демографічна структура станом на 31 березня 2011 року:
|          | Загалом | Допрацездатний вік | Працездатний вік | Постпрацездатний вік |
| -------- | ------- | ------------------ | ---------------- | -------------------- |
| Чоловіки | 571     | 117                | 411              | 43                   |
| Жінки    | 568     | 116                | 340              | 112                  |
| Разом    | 1139    | 233                | 751              | 155                  |